# La Venta (Conques)
La Venta és una masia, antic hostal de camí, del terme municipal d'Isona i Conca Dellà pertanyent al poble de Conques, de l'antic terme del mateix nom. Està situada al sud-oest de la vila de Conques, a l'extrem meridional del terme municipal. És a prop i al nord-est dels Obacs de Llimiana, al peu de la carretera L-912 al costat mateix de la fita quilomètrica número 4 d'aquesta carretera.